# کمدی رفتارها
کمدی رفتارها یا کمدی آداب (انگلیسی: Comedy of manners) نوعی کمدی است که ویلیام شکسپیر به تأثیر از کمدی نو در انگلستان رواج داد. شخصیت‌های این نوع نمایش معمولاً از طبقه متوسط و مرفه جامعه هستند و طرح داستان بر روابط، حیله‌ها و فخرفروشی مردان و زنان اشرفی استوار است.